# Abraxas sinilluminata
Abraxas sinilluminata är en fjärilsart som beskrevs av Eugen Wehrli 1935. Abraxas sinilluminata ingår i släktet Abraxas och familjen mätare. Inga underarter finns listade i Catalogue of Life.